# ChEBI
ChEBI je zkratka pro anglický název Chemical Entities of Biological Interest (česky Chemické entity biologického zájmu). Jedná se o databázi a ontologii molekulárních entit zaměřenou na „malé“ chemické sloučeniny; je součástí aktivity Open Biomedical Ontologies. Termín „molekulární entita“ je v tomto kontextu jakýkoli „konstitučně nebo izotopicky jedinečný atom, molekula, iont, iontový pár, radikál, radikálový iont, komplex, konformer apod., identifikovatelný jako samostatně rozlišitelná entita“. Tyto molekulární entity jsou přirozené nebo syntetické produkty vstupující do procesů v živých organismech. Molekuly přímo zakódované v genomu, například nukleové kyseliny, bílkoviny a peptidy odvozené od bílkovin proteolytickým štěpením, nejsou zpravidla zahrnovány do ChEBI.
ChEBI používá nomenklaturu, symbolismy a terminologii IUPAC a NC-IUBMB. Databáze je dostupná on-line a lze také stáhnout z FTP serveru (anonymním přístupem).